# Trichogramma carina
Trichogramma carina är en stekelart som beskrevs av Walker 1843. Trichogramma carina ingår i släktet Trichogramma och familjen hårstrimsteklar. Inga underarter finns listade i Catalogue of Life.